# 松村雄之進
松村雄之進（1852年3月11日—1921年2月22日），日本政治人物，號鐵肝，筑後人，久留米藩（今福岡縣境內）藩士，曾擔任過臺灣新竹支廳長、雲林支廳長、北海道宗谷支廳長、日本眾議員。其擔任雲林支廳長任內爆發了雲林大屠殺事件，因宣稱雲林支廳境內並無良民，使軍隊攻擊平民村莊，助長反日勢力，而遭到日本政府及第二任臺灣總督桂太郎撤職並要求繳還勳章與敘位證明書，不過乃木希典繼任臺灣總督後以其早年治臺有功向拓殖務大臣請求辦理敘位為從七位位階的手續。

## 生平

### 來臺之前
松村雄之進出生於日本嘉永五年二月二十一日（1852年3月11日），為久留米藩藩士。明治三年（1870年），長州藩士大樂源太郎等人因故逃至同樣主張尊王攘夷思想的久留米藩應變隊中躲藏，企圖推翻明治政府，而明治政府則向久留米藩施壓要人，應變隊人員為了保住久留米藩遂決定殺掉大樂源太郎等人。明治四年三月十六日（1871年5月5日）川島澄之助、松村雄之進、柳瀨三郎等人誘殺了大樂源太郎及其弟弟與門生等三人，但事後久留米藩仍被追究責任，熊本藩受命佔據久留米城，松村雄之進也因參與殺害大樂源太郎等人的事件而被判七年徒刑，服刑後因士族授產政策，前往福島縣開墾。明治十五年（1882年）時，他加入了立憲帝政黨，不過該黨於1883年9月24日便因故解散。

### 來臺任官
甲午戰爭期間，日軍攻下澎湖廳媽宮城後，設置澎湖列島行政廳，松村雄之進此時於行政廳內從事行政事務，後來在澎湖列島行政廳長官田中綱常改任臺北縣知事時，他也來臺擔任新竹支廳長。他在擔任新竹支廳長期間，盡可能保存清朝時的檔案，使日後確認公私有財產權與收稅時減少了不少麻煩，取得良好績效，但同時他也不信任臺灣人，認為新竹城內上流階層與抗日人士互通往來，甚至根本就是抗日的重要人物，此外也認為抗日部隊進攻新竹城時居民有動搖的模樣，也顯示他們並非良民，故將作為官民聯絡之用的保良局廢止。

### 就任雲林支廳長與雲林大屠殺
明治二十九年（1896年）4月1日，臺灣總督府改行民政，松村雄之進於該年6月10日任雲林支廳長。當時雲林局勢不穩，連支廳廳舍附近的店家也遭到打劫，當地守備隊遂於6月14日前往大坪頂調查，卻遭攻擊，指揮官陣亡，士兵亦傷亡慘重。6月18日，日軍發動討伐，先攻大坪頂，但抗日部隊早已撤離，之後日軍開始分散去掃蕩各庄，而松村雄之進與支廳人員亦隨軍出征，協助嚮導、口譯等事，而依據事後不完全的撫慰金發放記錄顯示，從斗六以下約有55街庄受到波及，影響4974戶。之後抗日部隊於6月30日凌晨三點多圍攻斗六的雲林支廳廳舍等建築，松村雄之進主張要堅守至援軍到來，但軍方則主張撤離，最後雲林支廳所有行政人員與警察人員全數撤離，事後直到7月13日日軍才又取得斗六的控制權。
而在撤離斗六後，松村雄之進被臺灣總督府召回臺北詢問，於此同時香港、英國等地如泰晤士報等報紙已報導了雲林大屠殺事件，當時人在日本本土的臺灣總督桂太郎得知此事後遂在8月7日用電報下令徹查失職人員。軍方人員失職的調查定讞很快就處理結束，但文官部分卻遲未定案，使得總督桂太郎曾再次發電報催促，表示（明治）天皇亦關注此事，有必要時他亦會回臺灣處理等等。
8月28日，臺灣總督府將懲戒松村雄之進的公文上報拓殖務大臣高島鞆之助，表示松村雄之進擔任雲林支廳長有義務要避免軍隊不分好壞地殘殺轄區內的良民，卻宣稱雲林支廳境內無良民，使良民居住的村落遭到燒毀，其本人甚至參加討伐，令民眾反感，負有使反日勢力增長之責任，故上奏免其官職並要求繳還勳章與位階證明書。拓殖務省於8月29日發文給賞勳局，於9月2日正式撤除松村雄之進的官職、要求繳還勳章與位階證明書。不過隔年（1897年）3月27日，新任臺灣總督乃木希典又以松村雄之進早年治臺有功之故而向拓殖務大臣請求辦理敘位為從七位位階的手續。

### 返回日本
在這之後松村雄之進返回日本，於明治三十一年（1898年）任北海道宗谷支廳長，後來又於明治三十五年（1902年）第7回眾議院議員選舉中當選，最後於大正十年（1921年）2月22日去世。

## 墓所
松村雄之進的墳墓位於日本福岡縣久留米市遍照院，與川島澄之助、柳瀨三郎同葬於「耿介四士之墓」旁邊，「耿介四士之墓」是松村雄之進等人在明治二十六年（1893年）為被其所殺的大樂源太郎及大樂氏之弟山縣源吾、門生小野清太郎、僕從中村要助（他是在主人被松村等人殺害後，於逃到津福木見神社後自殺）四人所建的墓。